# Teerölverordnung
Die deutsche Verordnung zur Beschränkung des Herstellens, des Inverkehrbringens und der Verwendung von Teerölen zum Holzschutz (Teerölverordnung – TeerölV) vom 27. Mai 1991 verbot die Herstellung, das Inverkehrbringen und die Verwendung von Teerölen und damit behandelten Hölzern (Erzeugnissen) unter Androhung einer Verfolgung als Straftat nach dem Chemikaliengesetz und regelte Ausnahmen von diesem Verbot. 

So waren in Abhängigkeit von der  Benzo(a)pyren-Höchstkonzentration des Holzschutzmittels oder im Erzeugnis Ausnahmen für bestimmte Verfahren und Einsatzzwecke geregelt. Eine Verwendung beim privaten Endverbraucher und / oder in Räumen sollte ausgeschlossen und ansonsten auf Verfahren und unverzichtbare Anwendungen in Industrie und Gewerbe beschränkt werden. Für bereits vorhandene teerölimprägnierte Gegenstände (z. B. Bahnschwellen) gab es einen Bestandsschutz, solange nicht damit zu rechnen war, dass Gefahren davon ausgingen, oder galt eine Frist für die Wiederverwendung. So nach § 4 Abs. 4 für ehemalige Bahnschwellen, Leitungsmasten oder Pfähle, dass 15 Jahre seit der letzten Imprägnierung vergangen, frische Schnittstellen abgedeckt und bestimmte gefährliche oder private Verwendungen ausgeschlossen waren.
Die Teerölverordnung trat zum 1. November 1993 außer Kraft. 

Ihre Regelungen zum Inverkehrbringen von Teerölen wurden gleichzeitig durch die der Chemikalien-Verbotsverordnung ersetzt und teils verschärft. Zur Verwendung enthielt nun die Gefahrstoffverordnung von 1993 Regelungen.
Danach durften Teeröle, bis auf wenige industrielle und gewerbliche Anwendungen (Holzschutzmittel z. B. für Bahnschwellen, Strommasten) nicht in Verkehr gebracht werden. Teerölhaltige Holzschutzmittel dürfen nicht in Innenräumen verwendet werden. Gebrauchte teerölhaltige Erzeugnisse, wie alte Bahnschwellen, dürfen nicht auf Spielplätzen, in Gärten und Parks sowie als Behälter für lebende Pflanzen wiederverwendet werden.

Weitgehend ähnlich regelt das mit unmittelbarer Wirkung für die Europäische Union ab 1. Juni 2009 Artikel 67 der Verordnung (EG) Nr. 1907/2006 in ihrem Anhang XVII unter Eintrag 31 für die in Spalte 1 gelisteten Stoffe, also für diese Teeröle, ihre Gemische und Erzeugnisse.